# Julien Fontanes, magistrat
Pour les articles homonymes, voir Fontanes.
Julien Fontanes, magistrat est une série télévisée judiciaire  et policière française en 25 épisodes de 90 minutes, créée par Gilles Perrault et Jean Cosmos et diffusée du 27 février 1980 au 1er juin 1989 sur TF1.

## Synopsis
Cette série met en scène Julien Fontanes, juge chargé par le ministère de la justice d'examiner les dossiers de recours en grâce.

## Distribution
- Jacques Morel : juge Julien Fontanes
- André Falcon : Le Cardonnois [réf. nécessaire]
- Françoise Fleury : Hélène
- Jacques Lalande : Taybosc
- Antoinette Moya : Marthe
- Jacques Alric : Robert
- Jean-Claude Calon : Patrick
- Catherine Jacob : Dany (2 épisodes)
- Jean-Pierre Bernard : Dany Mandina (1 épisode)
- Robert Etcheverry : (1 épisode)
- Michel Fortin
- Liliane Rovère : (1 épisode)
- Christiane Minazzoli : Marthe (1episode)

## Épisodes

### Saison 1 (1980)
1. Un cou de taureau
2. Une femme résolue
3. Par la bande

### Saison 2 (1980-1981)
1. Les mauvais chiens
2. Le soulier d'or
3. Un si joli petit nuage
4. La dernière haie

### Saison 3 (1981-1982)
1. La dixième plaie d'Égypte
2. Une fine lame

### Saison 4 (1982-1983)
1. Cousin Michel
2. Week-end au Paradis
3. L'âge difficile
4. Perpète

### Saison 5 (1984)
1. Coup de bluff
2. La pêche au vif

### Saison 6 (1985)
1. Rien que la vérité

### Saison 7 (1985-1986)
1. Mélanie sans adieu
2. Les nerfs en pelote

### Saison 8 (1986-1987)
1. Jamais rien à Coudeuvres
2. Un dossier facile
3. Retour de bâton
4. Dix petites bougies noires
5. Le couteau sous la gorge

### Saison 9 (1988)
1. La bête noire

### Saison 10 (1989)
1. Les portes s'ouvrent

## Commentaires
- À l’annonce de l’arrêt de la série par TF1 en 1988, Antenne 2 s’est montrée intéressée pour prendre la suite en tournant de nouveaux épisodes. Mais, après différentes discussions, et des désaccords sur les droits de rediffusions (Antenne 2 voulait avoir la possibilité de rediffuser les anciens épisodes), TF1 a tout simplement refusé de donner suite[1].
- Julien Fontanes, magistrat fait partie de ces séries qui ont survécu à la privatisation de TF1. L’engouement autour de cette fiction était telle qu’il était impossible à la chaîne d’en arrêter la production. Cependant, l’arrivée de Navarro, en 1989, obligera Julien Fontanes à mettre ses habits de magistrat définitivement au placard[1]. Mais Jacques Morel donne une autre raison de l'arrêt de la série alors qu'elle rencontrait toujours un grand succès d'audience[2] : « Depuis le début, nous sommes des mal-aimés. Déjà le chef de cabinet de Robert Badinter, alors garde des Sceaux, n'appréciait pas du tout cette image du juge d'instruction qui vient chercher ses ordres à la chancellerie. » On a rapporté à Jacques Morel qu'Étienne Mougeotte, alors directeur d'antenne de TF1, après visionnage, aurait décidé d'exécuter cette forme de « télé de papa »[3].